# German Property Group
 (avril 2024).
Si vous disposez d'ouvrages ou d'articles de référence ou si vous connaissez des sites web de qualité traitant du thème abordé ici, merci de compléter l'article en donnant les références utiles à sa vérifiabilité et en les liant à la section « Notes et références ».
La German Property Group GmbH est un groupe de sociétés insolvables auparavant actives dans le secteur immobilier et basées à Langenhagen. Elle est fondée en 2008 et était initialement exploitée sous les noms de société Dolphin Capital et Dolphin Trust. Le groupe de sociétés comprend un réseau de plus de 200 sociétés, dont certaines portent des noms génériques tels que "Dolphin Capital 128. Projekt GmbH & Co. KG".

## Histoire
La German Property Group est une société d'investissement immobilier née en 2008 de la fusion de plusieurs sociétés. Lors de sa création par le germano-britannique Charles Smethurst, qui en est le premier directeur général, elle est basée dans le quartier List de Hanovre et est commercialisée sous le nom de Dolphin Capital. En 2014, le nom est changé pour Dolphin Trust puis en 2019 pour German Property Group. En 2013, l'entreprise transfère son siège social à Langenhagen, où elle emploie 40 personnes en 2017. À cette époque, elle dispose de bureaux supplémentaires à Berlin, Londres et Singapour. En 2020, le siège social est temporairement transféré à Brême.
L'entreprise est spécialisée dans les bâtiments historiques en Allemagne. Elle acquiert environ 60 à 100 propriétés classées, principalement auprès de municipalités, afin de les rénover en tenant compte de leur caractère historique et de les revendre à des acheteurs privés comme surface habitable. Pour l'achat, le groupe immobilier allemand recrute des investisseurs privés à l'étranger. Les investissements dans des terrains constructibles en Allemagne, associés à de prétendus allégements fiscaux, sont présentés comme une forme d'investissement sûre avec des rendements supérieurs à la moyenne. L'argent des investisseurs doit être garanti par la valeur de la propriété, qui est enregistrée comme une hypothèque pouvant être hypothéquée. Des recherches journalistiques montreront que les redevances foncières sont souvent trop élevées. L'hypothèque enregistrée sur la propriété et les ruines du château de Dwasieden s'élève à 117 millions d'euros. En 2018, l'entreprise acquiert la propriété pour 18 millions d'euros. Selon les médias, de nombreuses propriétés acquises deviennent des ruines et aucune rénovation n'a lieu. Dans le cas du lotissement classé d'Annastraße à Hanau, le maire Claus Kaminsky déclare qu'il était clair pour la ville que Dolphin Capital était un spéculateur douteux.
Selon une enquête de NDR, de BR et du Süddeutsche Zeitung, environ un milliard d'euros aurait été levé auprès d'investisseurs étrangers, principalement de Grande-Bretagne, d'Irlande, de Corée du Sud, de Hong Kong, de Singapour et de Malaisie. Le nombre serait de 15 000 à 25 000, pour la plupart de petits investisseurs avec des sommes de 10 000 euros ou plus et des investisseurs institutionnels avec des investissements importants. Après la distribution des revenus d'intérêts au cours des dix premières années d'existence de l'entreprise, les plaintes d'investisseurs lésés augmentent à partir de 2018. Le modèle économique est probablement un système de Ponzi classique. Des documents internes suggèrent que des millions d'euros d'argent des investisseurs furent injectés dans l'entreprise de mode de l'épouse du directeur général.
En mars 2021, des recherches dans la presse et des informations fournies par l'administrateur de l'insolvabilité révèlent que le montant d'argent déplacé par le groupe immobilier allemand est bien plus élevé que prévu. La somme pourrait s'élever à trois milliards d'euros au lieu du milliard initialement prévu. Des flux de trésorerie d'un montant jusqu'alors inconnu auraient été transférés d'Irlande à une société appartenant au directeur général du German Property Group dans les îles Caïmans.
Selon le service d'information Business Insider, l'administration fiscale compétente de Hanovre procède à un contrôle en 2015. Les auditeurs constatent qu'il s'agit « manifestement d'un vente pyramidale. » L'administration fiscale envisage des enquêtes puis ne pense pas qu'elles seraient productives. On découvre que des fonds d'un montant de 1,4 million d'euros furent versés à l'entreprise de télé-achat appartenant à l'épouse du fondateur de l'entreprise, Charles Smethurst, qui est déclaré insolvable. Il y a également des transactions de paiement d'une valeur de 13 millions d'euros en provenance du paradis fiscal des îles Caïmans. En 2017, l'administration fiscale de Hanovre soumet les résultats du contrôle fiscal au parquet de Hanovre avec la recommandation d'enquêter sur les soupçons de détournement de fonds, de fraude et de blanchiment d'argent. L'enquête ouverte par le parquet est abandonnée au bout de six mois, faute de soupçons suffisants.
Fin 2019, une première plainte pénale est déposée contre le fondateur et ancien directeur général de l'entreprise, Charles Smethurst, qui fait l'objet d'une enquête, entre autres, pour avoir retardé l'insolvabilité. Début 2020, le parquet de Hanovre ouvre une enquête contre trois personnes liées au groupe immobilier allemand pour des soupçons de fraude à l'investissement et d'abus de confiance. Il existe également des soupçons de faillites. En 2021, l'enquête s'élargit à six personnes, dont le principal accusé Charles Smethurst, quatre anciens directeurs généraux et un ancien employé. La direction de la police de Hanovre entre dans l'EK Denkmal pour traiter l'affaire. Selon le service d'information Business Insider, l'ancien directeur général Charles Smethurst fait sa première déclaration écrite auprès du parquet de Hanovre en décembre 2020 par l'intermédiaire de ses avocats. Il admet avoir trompé les investisseurs. Le fait n'est pas intentionnel, car il ne voulait pas causer de préjudice aux investisseurs. Lui et ses partenaires commerciaux savaient que les titres inscrits aux registres fonciers des biens immobiliers en faveur des investisseurs avaient une valeur trop faible par rapport aux investissements. Cela ne fut pas révélé aux investisseurs et Smethurst avait espéré pouvoir rapatrier les investissements sous l'influence de circonstances heureuses.
En mars 2021, la police et le ministère public procèdent à des perquisitions dans six locaux d'habitation et commerciaux, au cours desquelles des supports de données et des fichiers sont saisis. La maison privée de l'ancien directeur général Charles Smethurst en Basse-Saxe ainsi que trois bureaux du groupe Red Rock à Hanovre et Langenhagen sont concernés. Ces sociétés seraient issues de l'environnement de Charles Smethurst et auraient poursuivi un modèle économique similaire à celui du groupe immobilier allemand. Dans la région de Dresde, les locaux d'un autre ancien directeur général furent perquisitionnés.
Des investisseurs lésés ne comprennent pas que le fondateur du groupe, Charles Smethurst, n'ait pas été emprisonné. Selon le parquet de Hanovre, les motifs ne sont pas suffisants pour ordonner la détention provisoire. Le procureur de la République n'estime pas qu'il existait un risque de fuite, car il était coopératif, possédait une adresse permanente et avait déposé son passeport.
En juillet 2020, le groupe d'entreprises dépose le bilan. En octobre 2020, le tribunal de grande instance de Brême ouvre la procédure d'insolvabilité. L'administrateur provisoire de l'insolvabilité détermine que l'ensemble du groupe de sociétés dispose de liquidités inférieures à 200 000 euros. Dans son rapport préliminaire, il suppose une intention frauduleuse et conclut qu'il n'y a pas de comptabilité appropriée. Il y aurait eu une utilisation délibérément dissimulée des fonds de l'entreprise, car les investissements n'étaient pas utilisés aux fins prévues. Des paiements sont également effectués à des sociétés tierces sans qu'aucun service ne soit fourni. Du point de vue de l'administrateur provisoire de l’insolvabilité, le fondateur de l'entreprise, Charles Smethurst, tente de dissimuler, retarder et entraver la clarification des faits tout au long du processus.
Un autre avocat du cabinet d'avocats de Brême BBL Brockdorff est désigné pour mener la procédure d'insolvabilité. En novembre 2020, le tribunal de grande instance de Brême nomme une commission des créanciers composée de cinq membres. Le tribunal procède en janvier 2021 à l'examen des créances enregistrées à l'aide du tableau d'insolvabilité.
En décembre 2020, il n'y a toujours pas d'aperçu de l'ensemble du modèle d'investissement. Le cabinet d'audit Ernst & Young est chargé d'examiner les relations commerciales. Les commissaires aux comptes déclarent dans un rapport intermédiaire qu'« une grande variété d’infractions pénales, depuis les infractions comptables et de bilan et les infractions fiscales jusqu’aux abus de confiance et aux délits de fraude, peuvent avoir été commises ».
Selon les documents dont dispose le service d'information Business Insider, le groupe immobilier allemand chargea en 2018 un auditeur de Leipzig de préparer des rapports sur la solvabilité de 63 sociétés du groupe. Même si l'expert n'eut pas accès à la comptabilité de l'entreprise, il en atteste la solvabilité.
En avril 2021, l'administrateur de l'insolvabilité ordonne la commercialisation du patrimoine immobilier du German Property Group. Il y avait initialement 52 propriétés, dont le nombre peut augmenter jusqu'à 65 propriétés au cours du processus. Après la vente d'une première propriété, un processus d'appel d'offres débute en juillet 2021 pour 22 propriétés supplémentaires, dont le château de Dwasieden à Rügen.
En mai 2021, une procédure d'insolvabilité est ouverte auprès du tribunal de grande instance de Brême contre la société Dolphin Capital 80 en tant que filiale du groupe immobilier allemand. Selon l'administrateur de l'insolvabilité, cette société joua un rôle clé, car elle était l'agent payeur de la société mère et collectait la majeure partie de l'argent des investisseurs et le distribuait au sein du groupe de sociétés et à des tiers.

## Propriétés de German Property Group (sélection)
La liste suivante représente les propriétés de German Property Group acquises en totalité ou en partie, dont certaines peuvent avoir déjà été revendues.
| - Augsbourg, Frauentorstraße 32 ("Hohes Meer") - Bamberg, Untere Königstraße 13/15 ("Roter Ochse") - Bamberg, Obere Sandstraße 20 - Usine de briquettes de Witznitz à Borna - Brauerei am Kellerberg à Bad Aibling - Brauerei Sternburg à Lützschena-Stahmeln - Carree Alte Post à Berlin-Lichtenberg - Caserne Mangin (Mayence) - Jüterbog II à Jüterbog - Gutshaus Gröbers à Gröbers - Villa Oppenheim à Fühlingen - Ingobräu Ingolstadt à Ingolstadt - Caserne Joffre à Rastatt - Keramische Hütte à Sehnde - Abbaye de Schöntal à Schönthal - Kuhlmannsche Villa à Neustadt am Rübenberge - Leipzig, Georg-Schumann-Straße 316 - Leipzig, Papiermühlenstraße 11–13 - Leipzig, Windorfer Straße 43 | - Hôpital de la Marine de Flensbourg-Mürwik - Fabrique de machines Karl Krause, Leipzig - Maselakepark à Berlin-Spandau - Moulin de Stockau à Reichertshofen - Residence à Bolongaropalast à Francfort-sur-le-Main - Manoir de Bräunsdorf - Château d'Arensburg à Steinbergen - Château de Bergheim (Edertal) - Château de Dwasieden à Sassnitz - Château de Krönnevitz à Krönnevitz - Château de Wachbach à Wachbach - Chapelle Saint-Joseph de Couvent des Carmélites d'Aix-la-Chapelle - Villa Fürstenberg à Fürstenberg/Havel - "Weißes Haus" dans la Kasernengelände à Wünsdorf - Complexe résidentiel de 4 immeubles d'habitation du Proviantbachquartier à Augsbourg - Résidence d'Annastraße à Hanau - Fabrique de cigarettes de Nordstetten - Fabrique de cigarettes de Oberweier - Usine de bois de chauffage à Mainz-Kostheim |

## Source, notes et références
- (de) Cet article est partiellement ou en totalité issu de l’article de Wikipédia en allemand intitulé « German Property Group » (voir la liste des auteurs).

1. 1 2  (de) Anna Klühspies, Nils Naber, Stella Peters & Susanne Tappe, « System Dolphin: Wie Anleger Millionen verlieren », sur NDR, 2023 (consulté le 17 janvier 2024)
2. ↑  (en) Arthur Sullivan, « How a German 'pyramid scheme' fooled investors », sur Deutsche Welle, 2021 (consulté le 17 janvier 2024)
3. ↑  (en) Emily Cadman, Karin Matussek, Youkyung Lee, « How $1 Billion à Investor Money Was Wiped Out By a Property Pitch », sur Bloomberg, 2021 (consulté le 17 janvier 2024)
4. ↑  (de) Marta Orosz, « Interner Bericht: Im Fall der German Property Group warnte das Finanzamt bereits 2015 vor einem Schneeballsystem », sur Business Insider, 2021 (consulté le 17 janvier 2024)
5. ↑  (en) Julia Kollewe, « 'I was told it was as safe as houses': savers owed thousands as firm fails », sur The Guardian, 2021 (consulté le 17 janvier 2024)